# 48 óra
A 48 óra (eredeti cím: 48 Hrs.)  1982-ben bemutatott színes, amerikai krimi-vígjáték. Bevétel szempontjából az év hetedik legsikeresebb filmje volt.

## Cselekménye
Valahol vidéken rabok építik a vasúti pályát, amikor rozzant teherautó áll meg a közelben. Sofőrje nagydarab indián, aki vizet kér egy fegyőrtől a kocsijához. Egy rab kötekedni kezd vele, akivel összeverekszenek, ez azonban csak figyelemelterelés: mindketten lelőnek egy-egy fegyőrt, majd elmenekülnek a teherautóval.
San Francisco. Egy szállodához két nyomozó érkezik. Jack Cates (Nick Nolte) is csatlakozna hozzájuk, de ők nem kérnek a segítségéből. A szoba előtti folyosón azonban a két szökevény lövöldözni kezd, az egyik rendőr rögtön meghal, a másik is több lövést kap. A gyilkosok lefelé menekülnek. Jack az útjukba kerül, de egy túsz miatt odaadja a fegyverét, amivel lelövik a másik nyomozót.
Jacknek, hogy megtalálja a rendőrgyilkosokat, igénybe kell vennie a banda egyik tagjának segítségét, aki rablásért 2,5 éve börtönben ül. Ő Reggie Hammond (Eddie Murphy), az elegáns tolvaj, aki saját érdekében segít a nyomozásban, mert neki félmillió dollárját akarják megszerezni a tettesek. A páros 48 óra erejéig kap haladékot a nyomozáshoz (hamisított szabadságlevéllel, amit Jack hamisít).
A nyomozás nem egy megszokott, szabályos mederben folyik. Reggie nyomozónak adja ki magát, verekszik, fenyeget és blöfföl, hogy megszerezze azt az információt, amivel tovább tudnak lépni a gyilkosok elkapásához. Közben a nők iránt érzett erős szexuális késztetése időnként eltereli a figyelmét.

## Szereplők
| Szerep           | Színész             | Magyar szinkron 1. | Magyar szinkron 2. |
| ---------------- | ------------------- | ------------------ | ------------------ |
| Jack Cates       | Nick Nolte          | Csernák János      | Vass Gábor         |
| Reggie Hammond   | Eddie Murphy        | Felföldi László    | Dörner György      |
| Elaine           | Annette O’Toole     | Andresz Kati       | Kocsis Mariann     |
| Haden            | Frank McRae         | Kránitz Lajos      | Konrád Antal       |
| Albert Ganz      | James Remar         | Jakab Csaba        | Haás Vander Péter  |
| Luther           | David Patrick Kelly | Rékasi Károly      | Gáspár András      |
| Billy, a `Medve` | Sonny Landham       | Melis Gábor        | Galambos Péter     |
| Ben Kehoe        | Brion James         | Koroknay Géza      | Barbinek Péter     |

## Érdekesség
Amikor 1992-ben a Magyar Televízió levetítette, akkor egy finomított szövegű, vágott változatot sugárzott. Ahol trágár szöveg hangzik el, azon jelenetek egy részét újra felvették szinte ugyanazokkal a magyar hangokkal (1. szinkronváltozat hangjaival), finomított szöveggel. Egyedül az egyik rendőr magyar hangja lett más.